# Patrick Van Horn
Patrick Van Horn, né le 19 août 1969 aux États-Unis, est un acteur américain. Il est connu pour avoir joué le rôle de Sue dans le film de 1996 Swingers. Il avait précédemment joué dans le film L'Inspecteur Harry, La Dernière Cible (1988), dans la comédie de Pauly Shore California Man (1992), et dans la série télévisée Le Prince de Bel-Air en 1990.